# Sicherheitspolizei (Nationalsozialismus)

Standarte des Chefs der Sicherheitspolizei

Die Sicherheitspolizei (kurz Sipo oder SiPo) umfasste im Deutschen Reich während der Zeit des Nationalsozialismus die Geheime Staatspolizei (Gestapo) und die Kriminalpolizei (Kripo). Sie war Heinrich Himmler als „Reichsführer SS und Chef der deutschen Polizei“ unterstellt. Die Leitung der Sicherheitspolizei oblag dem Chef der Sicherheitspolizei und des SD. Diese Funktion nahm zuerst Reinhard Heydrich, ab Januar 1943 Ernst Kaltenbrunner wahr. Die Sicherheitspolizei war hauptverantwortlich für die Verfolgung politischer Gegner und die Planung und Durchführung des Holocaust und Porajmos. Sie stellte gemeinsam mit dem SD Mannschaften der Einsatzgruppen in den besetzten Gebieten.

## Geschichte
Heinrich Himmler, Reichsführer SS, und Reinhard Heydrich, Chef des Sicherheitsdienstes des Reichsführers SS, begannen in den Jahren 1933 und 1934 die Leitung der Ämter bzw. Abteilungen der Politischen Polizei in den Ländern des Deutschen Reiches zu übernehmen und dabei die Politischen Polizeien meist bereits unter der Bezeichnung „Geheime Staatspolizei“ (Gestapo) aus der Zuständigkeit der Innenministerien herauszulösen. Damit waren sie durch eine engere Bindung an die SS auch dem Einfluss der Sturmabteilung (SA) entzogen, da die SA in Ländern und Kommunen des Deutschen Reiches bis zur „Röhm-Affäre“ im Sommer 1934 häufig die Polizeipräsidenten gestellt hatte.
Nach seiner Ernennung am 17. Juni 1936 zum „Reichsführer SS und Chef der deutschen Polizei“ (obwohl er bereits seit 1934 unter diesem Titel figurierte) verfügte Himmler die Zusammenführung von Politischer Polizei, das heißt der Polizeiabteilungen und -ämter, die sich bereits vor der NS-Diktatur um politische und staatsgefährdende Straftaten zu kümmern hatten, und Kriminalpolizei zu einer Einheit mit großer Nähe zur Schutzstaffel (SS). Konkret setzte sich das neu formierte Hauptamt Sicherheitspolizei aus dem Geheimen Staatspolizeiamt (Gestapa) und dem Preußischen Landeskriminalpolizeiamt (LKPA) zusammen. Als Chef der Sicherheitspolizei setzte Himmler SS-Gruppenführer Reinhard Heydrich ein, der bereits Chef des Sicherheitsdienstes der SS (SD) war und auch weiter blieb. Wie Himmler war auch Heydrich in Personalunion hauptberuflicher SS-Chef und staatlicher Polizei-Chef. Das LKPA wurde ein Jahr später, am 16. Juli 1937, in Reichskriminalpolizeiamt (RKPA) umbenannt.
Nach der Zusammenführung waren im Hauptamt Sicherheitspolizei insgesamt vier Abteilungen untergebracht: das sogenannte Hauptbüro (S-HB) des Chefs der Sicherheitspolizei, das Amt Verwaltung und Recht (V), das neben der allgemeinen Verwaltung auch Bereiche wie Passwesen, Ausländerpolizei oder Grenzsicherung unterhielt, das Amt Kriminalpolizei (S-Kr.) mit allen Aufgaben, welche die Arbeit der Kripo betraf, und das Amt Politische Polizei (PP).
Zu Beginn des Jahres 1938 war das Amt Politische Polizei wie folgt organisiert:
| Amt Politische Polizei (PP)                                                           |
| ------------------------------------------------------------------------------------- |
| PP II A – Kommunismus und andere marxistische Gruppen                                 |
| PP II B – Kirchen, Sekten, Emigranten, Juden, Logen                                   |
| PP II C – Reaktion, Opposition, Österreichische Angelegenheiten                       |
| PP II D – Schutzhaft, Konzentrationslager                                             |
| PP II E – Wirtschafts-, agrar- und sozialpolitische Angelegenheiten, Vereinswesen     |
| PP II G – Funküberwachung                                                             |
| PP II H – Angelegenheiten der Partei, ihrer Gliederungen und angeschlossenen Verbände |
| PP II J – Ausländische Politische Polizei                                             |
| PP II Ber. – Lageberichte                                                             |
| PP II P – Presse                                                                      |
| PP II S – Bekämpfung der Homosexualität und Abtreibung                                |
| PP III – Abwehrpolizei                                                                |

Der Eintritt von Sicherheitspolizisten in die SS wurde gefördert und erleichtert, Zwang oder eine automatische Übernahme gab es nicht, ein Übertritt war jedoch karrierefördernd. Bei Eintritt in die SS wurden die Sicherheitsbeamten dem SD zugeteilt und erhielten einen ihrem Polizeidienstgrad entsprechenden SS-Rang (Dienstgradangleichung). Damit erreichte man – abgesehen von Heydrich in Doppelfunktion – eine Unterwanderung der Sicherheitspolizei durch SD-Angehörige.
Kennzeichnend für Gestapo und Kriminalpolizei war lange, dass sie im Gegensatz zur Ordnungspolizei ihren Dienst in Zivilkleidung machten. Jene Gestapo- und Kriminalbeamte, die zur SS wechselten, mussten im Dienst jedoch bereits SS-Uniformen mit der SD-Raute am linken Ärmel tragen. Die Überlappung von staatlicher Polizei und SS wurde stetig erhöht: Im Krieg mussten in besetzten Gebieten dann alle, auch nicht SS-Angehörige, die SD-Uniform tragen.
Am 11. November 1938 wurde die Überschneidung des SD mit der Sicherheitspolizei per Erlass des Reichsministeriums des Innern (RMBliV. S. 1906) sanktioniert und der SD konnte auch „im staatlichen Auftrag“ tätig werden. Kurz nach Kriegsbeginn erfolgte auch die organisatorische Zusammenführung der staatlichen Sicherheitspolizei mit dem SS-Sicherheitsdienst: Mit Erlass vom 27. September 1939 (und Wirkung 1. Oktober 1939) errichtete Himmler ein Reichssicherheitshauptamt (RSHA), die Ämter der Sicherheitspolizei wurden mit den SD-Ämtern zusammengeführt. Damit war unabhängig vom für beide Bereiche weisungsbefugten Höheren SS- und Polizeiführern (HSSPF) eine rasche direkte Befehlskette vom RSHA zu den regionalen Befehlshaber der Sicherheitspolizei (BdO) und über diese zu den Kommandos der Sicherheitspolizei (KdO) gegeben. Das RSHA firmierte nur im internen Geschäftsverkehr als  "Reichssicherheitshauptamt", in der Verwaltung blieb die Sicherheitspolizei weiter sichtbar: Im Geschäftsverkehr mit anderen Dienststellen mit "Der Chef der Sicherheitspolizei und des SD" und die Exekutivinstanzen als weiter mit "Geheimes Staatspolizeiamt" oder "Reichskriminalamt".
Der Dienstsitz war in Berlin-Kreuzberg. Das Grundstück gehört heute zur Gedenkstätte Topographie des Terrors.